# Константин Георгиев
Вижте пояснителната страница за други личности с името Константин Георгиев.
Константин Георгиев Георгиев е български офицер, генерал-майор. Военен деец и политик от Демократическия сговор.

## Биография
Константин Георгиев е роден на 25 август 1873 г. в град Брезник (според други сведения, в село Табан, Драгоманско). На 18 юни 1891 година постъпва на военна служба. Завършва Военното на Негово Княжеско Височество училище в София през 1895 година и военна академия в Русия. Започва кариерата си на военен в 1895 година като артилерийски подпоручик от 3-то планинско артилерийски отделение. По-късно е произведен в чиновете поручик (1895), служи във 2-ри артилерийски полк. През 1904 г. е произведен в чин капитан и служи като адютант във 2–ра инспекционна област. На 4 септември 1910 е произведен в чин майор, а от следващата година е помощник-началник на секция в Щаба на армията.
По време на Балканската (1912 – 1913) и Междусъюзническата война (1913) служи като началник на оперативната секция в Щаба на действащата армия, след войните на 14 февруари 1914 е произведен в чин подполковник, а от януари 1915 г. отново е началник на оперативната секция в Щаба на армията. През Първата световна война (1915 – 1918) е на същата служба до 1917 година, като на 16 март 1917 е произведен в чин полковник. През 1918 г. изпълнява длъжността началник на щаба на 5–а пехотна дунавска дивизия. От 1919 г. е началник на Военната академия.
При уволняването си от войската на 30 септември 1920 година е произведен в чин генерал-майор. Междувременно е помощник-началник на секция в Щаба на армията, началник на щаба на Пета пехотна дунавска дивизия (1917) и помощник-началник на Щаба на Действащата армия.
След Първата световна война се включва във Военния съюз, а след уволняването си от армията и в гражданските партии. Генерал Георгиев е гарнизонен водач на Военния съюз в София. В XXI обикновено народно събрание е депутат от управляващия Демократически сговор.
В началото на 1925 година военната организация на Българската комунистическа партия планира извършването на атентата в църквата „Света Неделя“. Константин Георгиев, депутат и ръководител на софийската организация на Военния съюз, е избран като примамка за нападението. Към 20 часа на 14 април 1925 година той е застрелян от комунистическия терорист Атанас Тодовичин пред църквата „Свети Седмочисленици“, където отива за вечерната служба, заедно със своята внучка.

## Памет
На генерал Коста Георгиев е наречена улица в квартал „Орландовци“ в София (Карта).

## Военни звания
- Подпоручик (1895)
- Поручик (1899)
- Капитан (1904)
- Майор (4 септември 1910)
- Подполковник (14 февруари 1914)
- Полковник (16 март 1917)
- Генерал-майор (3 септември 1920)

## Награди
- Военен орден „За храброст“ IV степен 1 и 2 клас
- Народен орден „За военна заслуга“ V степен на военна лента
- Княжески орден „Св. Александър“ IV степен с мечове по средата